# Степан (Меньок)
Меньо́к Степа́н ЧНІ (нар. 19 вересня 1949, Наконечне) — український релігійний діяч, екзарх Донецько-Харківський.

## Життєпис
Степан Меньок народився в селі Наконечне (Яворівського району Львівської області).
У 1966 році закінчив Яворівську середню загальноосвітню школу № 2. З 1966 до 1968 року навчався у Львівському технічному училищі № 1, яке було відкрите на базі середньої школи, і отримав диплом з відзнакою. У 1969–1971 роках служив у Радянській армії.
1974 року був прийнятий до монастиря згромадження Отців Редемптористів Львівської провінції. Перші обіти склав 1975 року, а вічні — 8 жовтня 1981 року.
З 1975 до 1984 року навчався в семінарії Отців Редемптористів; закінчив курс філософсько-богословських наук.
8 липня 1984 року був рукоположений на священника Владикою Володимиром Стернюком. Спершу душпастирював у м. Белзі, відтак у 1987–1990 роках був парохом церкви Успіння Пресвятої Богородиці в с. Кам'янобрід Яворівського району Львівської області.
1990 року призначений ігуменом монастиря св. Альфонса. Водночас виконував обов'язки ректора семінарії Отців Редемтористів, яка розмістилася в цьому монастирі. 1991 року був прийнятий на посаду викладача філософії у Львівську духовну семінарію Святого Духа. Крім того, виконував обов'язки провінційного економа і вікарія.
3 серпня 1994 року, згідно з розпорядженням Блаженнішого Мирослава Івана Кардинала Любачівського, був призначений на посаду ректора Львівської духовної семінарії Святого Духа, де викладав богослов'я, сектознавство. На прохання Протоігумена Львівської провінції Чину Найсвятішого Ізбавителя і відповідно до розпорядження Єпископа-Помічника Львівського Любомира Гузара 13 липня 1998 року був звільнений з цієї посади.
У вересні 1998 року провінційним урядом ЧНІ призначений ігуменом і водночас ректором Вищого духовного інституту ім. Блаженного Миколая Чарнецького.

## Архиєрейське служіння
15 лютого 2002 року в Архикатедральному соборі Святого Юра був висвячений на єпископа з титулярним престолом Акарассус в Лікії (головний святитель — Блаженніший Любомир, співсвятителі — Владика Михаїл Гринчишин і Владика Михаїл Колтун) і призначений на служіння Екзархом Донецько-Харківським. 
12 травня 2002 року був введений на престол Донецько-Харківського екзархату. А після його поділу у 2014 році — Донецького екзархату.
Став єпископом-емеритом 17 жовтня 2024 року, досягнувши 75-річного віку.

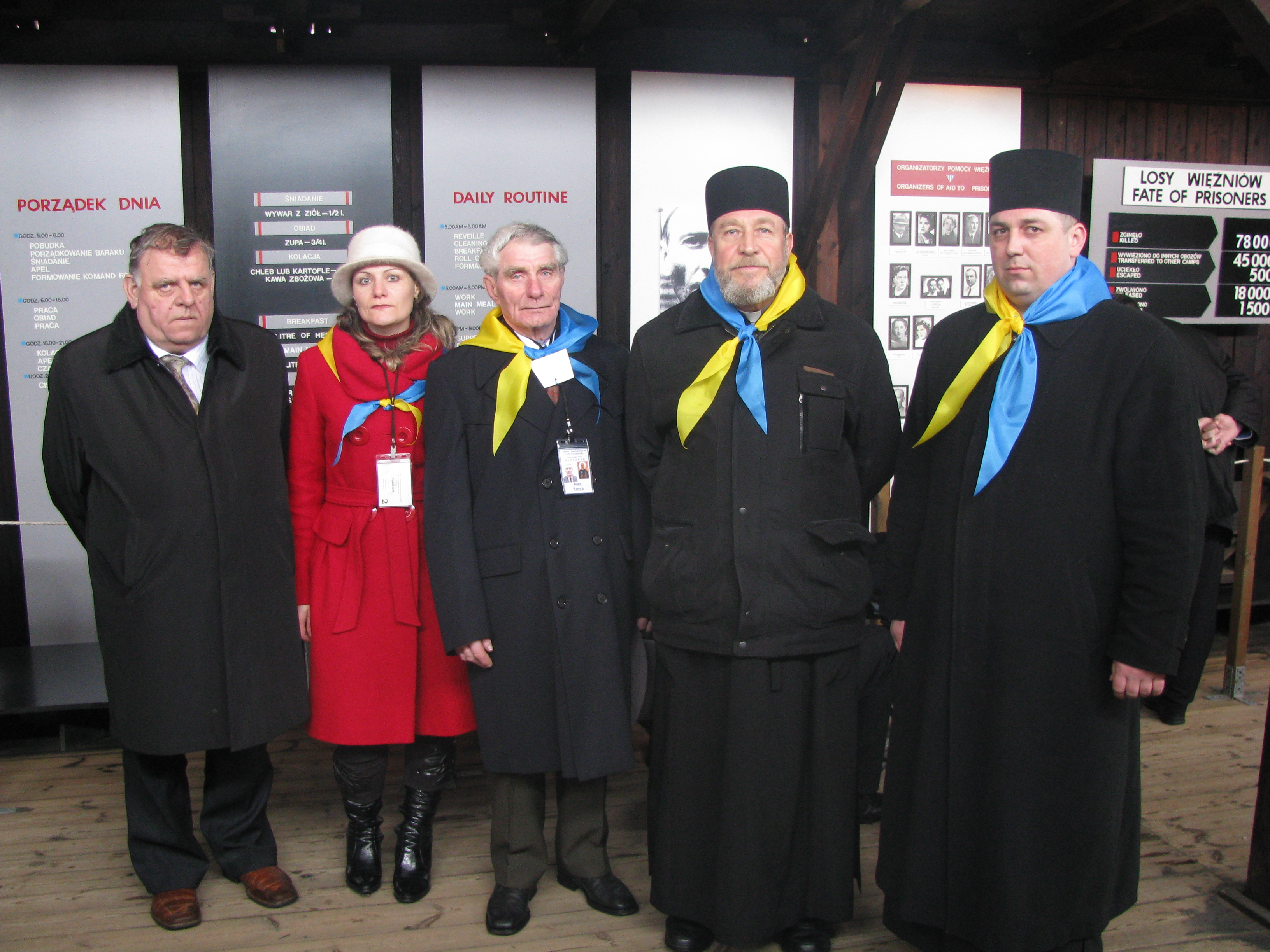
Проща духовенства та мирян до меморіального комплексу-музею «Майданек», з нагоди відкриття пам'ятної таблиці о. Ковчу. Зліва на право: Мирослав Куновський, Зоряна Куновська (Ковч), Іван Ковч, владика Степан Меньок